# Sandu Ciorăscu
‌
Pas d'image ? Cliquez ici

a Compétitions nationales et continentales officielles uniquement.

b Matchs officiels uniquement.
Sandu Ciorăscu, né le 11 septembre 1966 à Bârlad, est un ancien joueur de rugby à XV roumain. Il évoluait au poste de deuxième ligne.

## Carrière
Sandu Ciorăscu commence à jouer au rugby vers l'âge de 13 ans en Roumanie.
Il a joué dans le club roumain du CSM Baia Mare avec lequel il a été sacré champion de Roumanie à trois reprises. Le jeune joueur s'exile par la suite en France où il passe une saison et demie à Angoulême sur les traces de son compatriote Paul Ciobănel. Il rejoint en 1992 le FC Auch et y évolue pendant quatre saisons avant de rallier le Stade français pendant une saison.
Durant l'été 1997, il retrouve le FC Auch. Joueur cadre de l’équipe, il obtient le statut de capitaine à partir de 1998. Il termine sa carrière dans le Gers puis entraîne les équipes de jeunes du club.
Sandu Ciorăscu dispute 41 sélections internationales en équipe de Roumanie. Il fait ses débuts le 17 septembre 1988 contre les États-Unis. Sa dernière apparition a lieu le 3 juin 1999 contre la France. Il a marqué durant sa carrière internationale deux essais soit huit points, et a été capitaine une dizaine de fois. L'un des matches les plus marquants qu'il ait disputé est la victoire de la Roumanie face à la France le 24 mai 1990 au stade Jacques-Fouroux à Auch sur le score de 6-12. C'est la dernière victoire de la sélection roumaine dans l'histoire des confrontations entre les deux nations à ce jour.
Il joue six matchs de coupe du monde, trois en 1991 et trois en 1995, avec à la clé une victoire face aux Fidji lors de la première.

## Palmarès
- Vainqueur du Championnat de Roumanie en 1990